# Velika nagrada Avstrije 1999
Velika nagrada Avstrije 1999 je bila deveta dirka Svetovnega prvenstva Formule 1 v sezoni 1999. Odvijala se je 25. julija 1999. Zmagal je Eddie Irvine iz moštva Ferrari, drugi je bil David Coulthard iz moštva McLaren-Mercedes pred moštvenim kolegom Miko Häkkinenom.
To je bila prva dirka po Veliki nagradi Velike Britanije, na kateri si je Michael Schumacher zlomil nogo. Pri Ferrariju je Schumacherja zamenjal Mika Salo, Irvine pa je bil prvi dirkač moštva v boju za naslov svetovnega dirkaškega prvaka. V prvem krogu je prišlo do trčenja Coultharda in Häkkinena, zaradi česar je slednji po štartu z najboljšega položaja padel na konec vrste. Med edinim postankom v boksih Coulthardu ni uspelo zadržati Irvina, ki je prišel do svoje druge zmage v Formuli 1. Häkkinen je po nesreči v prvem krogu odpeljal odlično dirko in prišel do uvrstitve na tretje mesto.

## Poročilo
Häkkinen je bil najhitrejši v kvalifikacijah, kjer je bil s časom 1:10,954 minute edini dirkač, ki je krog prevozil v manj kot 1:11 minute. Coulthard je bil drugi pred Irvinom. Na četrto mesto se je uvrstil Heinz-Harald Frentzen iz moštva Jordan pred dirkačema moštva Stewart, Rubensom Barrichellom in Johnnyjem Herbertom. Salo je bil sedmi.
Häkkinen je po začetku dirke uspešno ubranil vodstvo, medtem ko je za njim Irvine v prvem ovinku neuspešno poskušal prehiteti Coultharda. Frentzen je padel na peto mesto, saj ga je prehitel Barrichello. V naslednjem ovinku je Coulthard poskušal prehiteti Häkkinena, a je prišlo do trčenja McLarnovih dirkalnikov, nakar se je Häkkinen zavrtel in padel na konec vrste. Preostali dirkači so morali nepričakovano zavirati, kar je Barrichellu omogočilo, da se je prebil na drugo mesto. Salo je trčil v zadnji del Herbertovega dirkalnika. Oba sta lahko nadaljevala, a sta se morala po koncu kroga ustaviti v boksih zaradi nameščanja novih kril. Herbert se je na stezo lahko vrnil šele v petem krogu. Barrichello je poskušal prehiteti Irvina pred tretjim ovinkom, a je zdrsnil mimo vrha ovinka.
Häkkinen je začel loviti od zadaj in nekaj krogov zasledoval Sauberjevega dirkača Jeana Alesija. Häkkinen je poskušal prehiteti Alesija, ki pa se je uspel izogniti temu. Oba sta prehitela več dirkačev. Alesi je bil šesti, preden je v 25. krogu opravil postanek v boksih. Tudi njegov moštveni kolega Pedro Diniz je vozil dobro dirko, saj je bil pred postankom v boksih v 24. krogu na petem mestu. V 38. krogu se je v boksih ustavil drugouvrščeni Barrichello, ki ga je zaradi dolgega postanka prehitel Frentzen. Coulthard je v bokse zapeljal v 40. krogu, Häkkinen pa krog kasneje. Irvine je svoj edini postanek v boksih opravil v 44. krogu. Na stezo se je vrnil pred Coulthardom in do konca dirke uspešno ubranil vodstvo. Häkkinen je prevozil najhitrejši krog in se uvrstil na tretje mesto. Frentzen je bil četrti pred domačim dirkačem Alexandrom Wurzem iz moštva Benetton. Diniz je s šestim mestom osvojil zadnjo točko, ki je bila njegova tretja v sezoni in hkrati zadnja v Formuli 1. Irvine je z zmago zasedel drugo mesto v skupnem seštevku svetovnega dirkaškega prvenstva z zaostankom dveh točk za vodilnim Häkkinenom.

## Rezultati

### Kvalifikacije
| Poz | Št | Dirkač                | Konstruktor        | Čas      | Zaostanek |
| --- | -- | --------------------- | ------------------ | -------- | --------- |
| 1   | 1  | Mika Häkkinen         | McLaren-Mercedes   | 1:10,954 |           |
| 2   | 2  | David Coulthard       | McLaren-Mercedes   | 1:11,153 | +0,199    |
| 3   | 4  | Eddie Irvine          | Ferrari            | 1:11,973 | +1,019    |
| 4   | 8  | Heinz-Harald Frentzen | Jordan-Mugen-Honda | 1:12,266 | +1,312    |
| 5   | 16 | Rubens Barrichello    | Stewart-Ford       | 1:12,342 | +1,388    |
| 6   | 17 | Johnny Herbert        | Stewart-Ford       | 1:12,488 | +1,534    |
| 7   | 3  | Mika Salo             | Ferrari            | 1:12,514 | +1,560    |
| 8   | 6  | Ralf Schumacher       | Williams-Supertec  | 1:12,515 | +1,561    |
| 9   | 22 | Jacques Villeneuve    | BAR-Supertec       | 1:12,833 | +1,879    |
| 10  | 10 | Alexander Wurz        | Benetton-Playlife  | 1:12,850 | +1,896    |
| 11  | 7  | Damon Hill            | Jordan-Mugen-Honda | 1:12,901 | +1,947    |
| 12  | 9  | Giancarlo Fisichella  | Benetton-Playlife  | 1:12,924 | +1,970    |
| 13  | 19 | Jarno Trulli          | Prost-Peugeot      | 1:12,999 | +2,045    |
| 14  | 5  | Alessandro Zanardi    | Williams-Supertec  | 1:13,101 | +2,147    |
| 15  | 23 | Ricardo Zonta         | BAR-Supertec       | 1:13,172 | +2,218    |
| 16  | 12 | Pedro Diniz           | Sauber-Petronas    | 1:13,223 | +2,269    |
| 17  | 11 | Jean Alesi            | Sauber-Petronas    | 1:13,226 | +2,272    |
| 18  | 18 | Olivier Panis         | Prost-Peugeot      | 1:13,457 | +2,503    |
| 19  | 20 | Luca Badoer           | Minardi-Ford       | 1:13,606 | +2,652    |
| 20  | 15 | Toranosuke Takagi     | Arrows             | 1:13,641 | +2,687    |
| 21  | 14 | Pedro de la Rosa      | Arrows             | 1:14,139 | +3,185    |
| 22  | 21 | Marc Gené             | Minardi-Ford       | 1:14,363 | +3,409    |

### Dirka
| Poz | Št | Dirkač                | Konstruktor        | Krogi | Čas/Odstop  | Št. m. | Toč |
| --- | -- | --------------------- | ------------------ | ----- | ----------- | ------ | --- |
| 1   | 4  | Eddie Irvine          | Ferrari            | 71    | 1:28:12,438 | 3      | 10  |
| 2   | 2  | David Coulthard       | McLaren-Mercedes   | 71    | + 0,313 s   | 2      | 6   |
| 3   | 1  | Mika Häkkinen         | McLaren-Mercedes   | 71    | + 22,282 s  | 1      | 4   |
| 4   | 8  | Heinz-Harald Frentzen | Jordan-Mugen-Honda | 71    | + 52,803 s  | 4      | 3   |
| 5   | 10 | Alexander Wurz        | Benetton-Playlife  | 71    | + 1:06,358  | 10     | 2   |
| 6   | 12 | Pedro Diniz           | Sauber-Petronas    | 71    | + 1:10,933  | 16     | 1   |
| 7   | 19 | Jarno Trulli          | Prost-Peugeot      | 70    | +1 krog     | 13     |     |
| 8   | 7  | Damon Hill            | Jordan-Mugen-Honda | 70    | +1 krog     | 11     |     |
| 9   | 3  | Mika Salo             | Ferrari            | 70    | +1 krog     | 7      |     |
| 10  | 18 | Olivier Panis         | Prost-Peugeot      | 70    | +1 krog     | 18     |     |
| 11  | 21 | Marc Gené             | Minardi-Ford       | 70    | +1 krog     | 22     |     |
| 12  | 9  | Giancarlo Fisichella  | Benetton-Playlife  | 68    | Motor       | 12     |     |
| 13  | 20 | Luca Badoer           | Minardi-Ford       | 68    | +3 krogi    | 19     |     |
| 14  | 17 | Johnny Herbert        | Stewart-Ford       | 67    | +4 krogi    | 6      |     |
| 15  | 23 | Ricardo Zonta         | BAR-Supertec       | 63    | Sklopka     | 15     |     |
| Ods | 16 | Rubens Barrichello    | Stewart-Ford       | 55    | Motor       | 5      |     |
| Ods | 11 | Jean Alesi            | Sauber-Petronas    | 49    | Brez goriva | 17     |     |
| Ods | 14 | Pedro de la Rosa      | Arrows             | 38    | Zavrten     | 21     |     |
| Ods | 5  | Alessandro Zanardi    | Williams-Supertec  | 35    | Brez goriva | 14     |     |
| Ods | 22 | Jacques Villeneuve    | BAR-Supertec       | 34    | Pog. gred   | 9      |     |
| Ods | 15 | Toranosuke Takagi     | Arrows             | 25    | Motor       | 20     |     |
| Ods | 6  | Ralf Schumacher       | Williams-Supertec  | 8     | Zavrten     | 8      |     |